# اونمیوجی ۲
اونمیوجی ۲ (انگلیسی: Onmyoji 2) فیلمی به کارگردانی یوجیرو تاکیتا است که در سال ۲۰۰۳ اکران شد. از بازیگران آن می‌توان به نومورا مانسائی، هیده‌آکی ایتو، کیوکو فوکادا و هایاتو ایچیهارا اشاره کرد.